# José Luis Llorente
José Luis Llorente Gento (Valladolid, 6 gennaio 1959) è un ex cestista spagnolo, professionista in Spagna.

## Biografia
Proviene da una dinastia di sportivi: è infatti nipote di Francisco Gento, calciatore stella del Real Madrid, negli anni 1950 e anni 1960. I fratelli Paco e Julio Llorente sono stati anch'essi dei calciatori, mentre Antonio ha giocato a pallacanestro.

## Palmarès
- Campionato spagnolo: 2

Barcellona: 1979-1980, 1981-1982
- Copa del Rey: 2

Barcellona: 1980-1981, 1989
- Coppa dei Campioni: 1

Real Madrid: 1979-1980
- Coppa Korać: 1

Real Madrid: 1987-1988
- Coppa delle Coppe - Coppa d'Europa: 2

Real Madrid: 1988-1989, 1991-1992
- Coppa Intercontinentale: 1

Real Madrid: 1981